# Tapelan (Balerejo)
Tapelan is een bestuurslaag in het regentschap Madiun van de provincie Oost-Java, Indonesië. Tapelan telt 1463 inwoners (volkstelling 2010).